# Grote Kerk (Vriezenveen)
De  Grote Kerk in Vriezenveen is een monumentaal kerkgebouw aan het Westeinde uit 1801. De kerk is in gebruik door de hervormde gemeente binnen de Protestantse Kerk in Nederland (PKN). Er zijn elke zondag een drietal diensten.
Achter de Grote Kerk bevindt zich een verenigingsgebouw met een grote zaal met een capaciteit van 350 stoelen, inclusief balkon, voor culturele activiteiten.

## Geschiedenis
Het gebouw kwam gereed in 1801, als opvolger van een eerdere kerk uit 1671. In 1923/1924 vond er een grote renovatie plaats. 
Rond 1950 werd de kerk te klein en kwam er een tweede hervormde kerk, de Westerkerk, die in 1953 klaar voor gebruik was. In 1966/1967 en 1999 werd de kerk nog eens uitgebreid gerenoveerd.